# Thomas H. Cook
Thomas H. Cook (* 19. September 1947 in Fort Payne, Alabama) ist ein amerikanischer Kriminalschriftsteller, Lehrer und Journalist.

## Leben
Cook ist der Sohn von Virgil Richard Cook und dessen Ehefrau Myrick Cook. Seine schulische und Studienausbildung umfasste einen Bachelor-Abschluss des Georgia State College, einen Master-Abschluss in amerikanischer Geschichte vom Hunter College in New York (Hunter College of The City University of New York) und einen Master-Abschluss in Philosophie von der Columbia University in the City of New York. Bis zu seiner hauptberuflichen Tätigkeit als Schriftsteller in 1982 übte Cook unterschiedliche Tätigkeiten aus: als Werbefachmann, als Angestellter für die „Association for Help of Retarded Adults“, als Englisch- und Geschichtslehrer am „Dekalb Community College“ in Clarkston, Georgia. Von 1978 bis 1982 war Cook Mitherausgeber und Herausgeber der Buchrezensionen des „Atlanta-Magazin“.
Cook heiratete am 17. März 1978 die Rundfunkautorin Susan Terner. Das Paar hat eine Tochter. Sie leben in New York und Cape Cod.

## Bibliografie

### Frank Clemons-Trilogie
- 1988 Sacrificial Ground (dt. Die Tote von Atlanta. Bastei Lübbe, Bergisch Gladbach 1993, ISBN 978-3-404-12030-7)
- 1989 Flesh and Blood
- 1990 Night Secrets

### Weitere Kriminalromane
- 1980 Blood Innocents
- 1982 The Orchids
- 1983 Tabernacle
- 1986 Elena
- 1989 Streets of Fire (dt. Stadt in Flammen. Bastei Lübbe, Bergisch Gladbach 1995, ISBN 978-3-404-12370-4)
- 1991 The City When It Rains
- 1991 Evidence of Blood (dt. Blutspuren. Bastei Lübbe, Bergisch Gladbach 1995, ISBN 978-3-404-12208-0)
- 1993 Mortal Memory (dt. Tödliche Erinnerung. Bastei Lübbe, Bergisch Gladbach 1995, ISBN 978-3-404-12272-1)
- 1995 Breakheart Hill (dt. Die Last des Bösen. Bastei Lübbe, Bergisch Gladbach 2000, ISBN 978-3-404-14424-2)
- 1996 The Chatham School Affair (dt. Wer das Dunkel erblickt. Bastei Lübbe, Bergisch Gladbach 1999, ISBN 978-3-404-12963-8)
- 1998 Instruments of Night (dt. Die Quelle der Furcht. Bastei Lübbe, Bergisch Gladbach 1999, ISBN 978-3-404-14253-8)
- 2000 Places in the Dark[3].
- 2002 The Interrogation (dt. Das Verhör. Knaur, München 2005, ISBN 978-3-426-62463-0)
- 2002 Taken (dt. Taken – Wir sind nicht allein. vgs Egmont, Köln 2005, ISBN 978-3-8025-3467-6)
- 2002 Taken (dt. Taken – Unter fremden Sternen. vgs Egmont, Köln 2005, ISBN 978-3-8025-3468-3)
- 2002 Moon Over Manhattan[4]
- 2004 Peril
- 2004 Into the Web
- 2005 Red Leaves (dt. Das Gift des Zweifels. Knaur, München 2007, ISBN 978-3-426-63291-8)
- 2006 The Murmur of Stones[5] (dt. Trugbild. Knaur, München 2009, ISBN 978-3-426-50255-6)
- 2007 Master of the Delta
- 2009 The Fate of Katherine Carr
- 2010 The Last Talk with Lola Faye
- 2011 The Quest for Anna Klein
- 2011 No Rest for the Dead
- 2012 The Crime of Julian Wells
- 2013 Sandrine's Case
- 2015 A Dancer in the Dust
- 2018 Even Darkness Sings

### Kurzgeschichten
- 2014 What’s in a Name?

### Kurzgeschichtensammlung
- 2013 Fatherhood and Other Stories

### Anthologien
- 2002 The Best American Crime Writing[6]
- 2003 The Best American Crime Writing
- 2004 The Best American Crime Writing

### Sachbücher zur Kriminalliteratur
- 1990 Early Graves (True Crime)
- 1992 Blood Echoes (True Crime, dt. Die Killer. Bastei Lübbe, Bergisch Gladbach 1996, ISBN 978-3-404-12442-8)
- 2008 The Best American Crime Reporting 2008[7]
- 2009 The Best American Crime Reporting[8]
- 2010 The Best American Crime Reporting[9]

## Auszeichnungen
- 1997 Edgar Allan Poe Award – Kategorie: Bester Roman – Best Novel für The Chatham School Affair
- 1999  Herodotus Award – Kategorie: Beste historische Kurzgeschichte für Fatherhood and Other Stories
- 2000 Schwedischer Krimipreis – Kategorie: Bester ins Schwedische übersetzter Kriminalroman – The Martin Beck Award (für Den svarta tjärnen (Original: The Chatham School Affair))
- 2006 Barry Award – Kategorie: Bester Roman für Red Leaves